# Bakır, Kırkağaç
Bakır là một thị trấn thuộc huyện Kırkağaç, tỉnh Manisa, Thổ Nhĩ Kỳ. Dân số thời điểm năm 2011 là 3.247 người.